# Olympische Sommerspiele 2008/Teilnehmer (Thailand)
| Gelbes Symbol für Goldmedaillen mit stilisierten Olympischen Ringen | Graues Symbol für Silbermedaillen mit stilisierten Olympischen Ringen | Braundes Symbol für Bronzemedaillen mit stilisierten Olympischen Ringen |
| ------------------------------------------------------------------- | --------------------------------------------------------------------- | ----------------------------------------------------------------------- |
| 2                                                                   | 2                                                                     | 2                                                                       |

Thailand war mit der Teilnahme an den Olympischen Sommerspielen 2008 in Peking insgesamt zum 16. Mal bei Olympischen Spielen vertreten. Die erste Teilnahme war 1952.

## Medaillengewinner

### Gold
| Name                             | Sportart     | Wettkampf        |
| -------------------------------- | ------------ | ---------------- |
| Prapawadee Jaroenrattanatarakoon | Gewichtheben | Klasse bis 58 kg |
| Somjit Jongjohor                 | Boxen        | Fliegengewicht   |

### Silber
| Name              | Sportart  | Wettkampf          |
| ----------------- | --------- | ------------------ |
| Buttree Puedpong  | Taekwondo | Klasse unter 49 kg |
| Manus Boonjumnong | Boxen     | Halbweltergewicht  |

### Bronze
| Name               | Sportart     | Wettkampf        |
| ------------------ | ------------ | ---------------- |
| Pensiri Laosirikul | Gewichtheben | Frauen bis 48 kg |
| Wandee Kameaim     | Gewichtheben | Frauen bis 58 kg |

## Badminton
- Boonsak Ponsana
Männer, Einzel
- Salakjit Ponsana
Frauen, Einzel
- Sudket Prapakamol
Doppel, Mixed
- Saralee Thungthongkam
Doppel, Mixed

## Boxen
- Amnat Ruenroeng (Halbfliegengewicht)
- Somjit Jongjohor (Fliegengewicht) (Gold )
- Worapoj Petchkoom (Bantamgewicht)
- Sailom Adi (Federgewicht)
- Pichai Sayotha (Leichtgewicht)
- Manus Boonjumnong (Halbweltergewicht) (Silber )
- Non Boonjumnong (Weltergewicht)
- Angkhan Chomphuphuang (Mittelgewicht)

## Fechten
- Nontapat Panchan
Herren, Florett
- Wiradech Kothny
Herren, Säbel

## Gewichtheben
- Pramsiri Bunphithak
Frauen, Klasse bis 48 kg
- Pensiri Laosirikul (Bronze )
Frauen, Klasse bis 48 kg
- Prapawadee Jaroenrattanatarakoon
Frauen, Klasse bis 53 kg (Gold )
- Wandee Kameaim (Bronze )
Frauen, Klasse bis 58 kg
- Pongsak Maneetong
Männer, Klasse bis 56 kg
- Phaisan Hansawong
Männer, Klasse bis 62 kg
- Sittisak Suphalak
Männer, Klasse bis 69 kg

## Leichtathletik
| Disziplin   | Männer                                                                                    | Frauen                                                                       |
| ----------- | ----------------------------------------------------------------------------------------- | ---------------------------------------------------------------------------- |
| 100 m       |                                                                                           | Jutamas Tawoncharoen                                                         |
| 4 × 100 m   | - Siriroj Darasuriyong - Sompote Suwannarangsri - Sittichai Suwonprateep - Wachara Sondee | - Oranut Klomdee - Nongnuch Sanrat - Sangwan Jaksunin - Jutamas Tawoncharoen |
| Hochsprung  |                                                                                           | Noengrothai Chaipetch                                                        |
| Speerwurf   |                                                                                           | Buoban Pamang                                                                |
| Siebenkampf | -                                                                                         | Wassana Winatho                                                              |

## Radsport

### Straße
| Frauen            | Frauen        | Frauen |
| ----------------- | ------------- | ------ |
| Chanpeng Nontasin | Straßenrennen |        |

## Schießen
| Männer                  | Männer                       | Männer |
| ----------------------- | ---------------------------- | ------ |
| Jakkrit Panichpatikum   | Luftpistole, Freie Pistole   |        |
| Frauen                  |                              |        |
| Thanyalak Chotpaibunsin | Luftgewehr, KK-Freigewehr    |        |
| Sasithorn Hongprasert   | Luftgewehr, KK-Freigewehr    |        |
| Tanyaporn Prucksakorn   | Luftpistole, KK-Sportpistole |        |
| Sutiya Jiewchaloemmit   | Skeet                        |        |

## Schwimmen
| Frauen                     | Frauen                                         | Frauen |
| -------------------------- | ---------------------------------------------- | ------ |
| Natthanan Junkrajang       | 100 m Freistil, 200 m Freistil, 400 m Freistil |        |
| Nimitta Thaveesupsoonthorn | 400 m Lagen                                    |        |

## Segeln
| Männer         | Männer     |
| -------------- | ---------- |
| Ek Boonsawad   | Windsurfen |
| Frauen         |            |
| Napalai Tansai | Windsurfen |

## Taekwondo
- Buttree Puedpong
Frauen, Klasse bis 49 kg (Silber )
- Premwaew Chonnapas
Frauen, Klasse bis 57 kg
- Chutchawal Khawlaor
Männer, Klasse bis 58 kg

## Tennis
- Tamarine Tanasugarn
Damen

## Tischtennis
| Frauen           | Frauen | Frauen |
| ---------------- | ------ | ------ |
| Nanthana Komwong | Einzel |        |